# Агарцин (село)
Агарцин (вірм. Հաղարծին) — село в Тавушській області, на північному сході Вірменії. Село було засноване 1815 року переселенцями з села Ачаджур. Спочатку село називалося Джархеч, на честь сина Умека Джара, онука Арцахца Джалал Долайя. Село розташоване за 11 км на північний схід від Діліжану і за 23 км на південний схід від Іджевану. Село розташоване на лівому березі річки Агстев та розташоване в Диліжанському заповіднику. За 2 км на захід розташоване село Техут, а за 6 км на північний схід село Овк. Через село проходить траса, що з'єднує Іджеван та Берд із Діліжаном, Разданом, Ванадзором та Єреваном.
До 2 березня 1940 року називалося Джархедж, з 1940 року по 1992-й іменувалося Куйбишев. Насамперед село відоме завдяки своєму монастирю, куди здійснюються постійні екскурсії і де завжди багато туристів. З набуттям незалежності республіки село було перейменоване за назвою свого монастиря.
Головою сільської громади є Саргіс Погосян.
2008 року через річку Агстев біля села був побудований міст.